# Solo noi (brano musicale)
Solo noi è il brano con cui Toto Cutugno ha vinto il Festival di Sanremo 1980, pubblicato sul 45 giri Solo noi/Liberi, che rimase in classifica sino alla fine di maggio di quell’anno, arrivando a piazzarsi diciottesimo nella classifica generale dei singoli più venduti.

## Altre versioni
- Nel 1980 il cantante tedesco Peter Orloff incise una versione in lingua tedesca del brano intitolata Ich muß heim.[1]